# Kuji

Kuji (久慈市 Kuji-shi?) este un municipiu din Japonia, prefectura Iwate.